# Merbes-le-Château
Merbes-le-Château (prononcé : [mɛʁbələʃɑto], en wallon Mierbe) est une commune francophone de Belgique située en Région wallonne dans la province de Hainaut non loin de la frontière française. Après Erquelinnes, elle est la deuxième commune arrosée par la Sambre et fait partie de la région touristique de la Haute-Sambre. À la suite de la fusion des communes en 1977, Merbes-le-Château a fusionné avec les communes de Labuissière, Merbes-Sainte-Marie et de Fontaine-Valmont.

## Toponymie
L'appellation « Merbes » vient de maribaki, (Meerbeek a la même origine), qui signifie en germain le « ruisseau du marécage ». Il était initialement désigné sous le nom de Merbes-Poteries (ou Merbes-Pestries) en raison du grand nombre d'artisans potiers qui y exerçaient leur métier et ce, dès l'an 1481.

## Géographie
Le paysage de Merbes-le-Château est légèrement vallonné, son altitude se situant entre 115 m et 185 m. Le village est traversé du sud-ouest au nord-est par la rivière Sambre qui reçoit les eaux de son affluent la rivière Hantes à hauteur du village de Labuissière et celles du ruisseau du Seigneur, du Grignard et de la Biemelle. Le territoire est principalement à caractère agricole avec des champs et prairies.
Au niveau géologique, le sous-sol de Merbes-le-Château est constitué de minerai de fer, marnes, de craies, d'argiles, de sables, de calcaires et d'alluvions dans les vallées.
Positionnés au confluent de la Hantes et de la Sambre, en aval de Merbes-le-Château, les marais de Labuissière, Site de Grand Intérêt Biologique (SGIB), font partie de réserve naturelle de la Haute-Sambre gérée par Natagora en partenariat avec le Groupe Wanty spécialisé dans le génie civil. Il existait jadis de nombreux marécages le long de la Sambre qui inondaient périodiquement les basses prairies de la vallée de la Sambre. La réserve naturelle couvre une superficie de 122 ha sur le territoire des communes de Merbes-le-Château et Erquelinnes. On y trouve différents types de milieux et de plantes aquatiques : berges de rivière, forêt marécageuse, eaux libres ceinturées de roselières (massettes, baldingères, etc.), mégaphorbiaie à reine des prés, magnocariçaies, jonchaies, prairies humides inondables à oenanthe aquatique, etc. Des chevaux y paissent pour entretenir la flore existante.
Au niveau ornithologique, on y note la présence de quelques espèces peu fréquentes telles que le grèbe castagneux, le canard souchet, le martin-pêcheur, le bruant des roseaux, le phragmite des joncs, la bergeronnette printanière, etc. En hiver, des hérons, canards, bécassines des marais et autres oiseaux d'eau s'y regroupent sur les plans d'eau. Dans la faune aquatique, l'on a déjà signalé la présence de méduse d'eau douce.
Autre Site de Grand Intérêt Biologique (SGIB), les anciennes carrières calcaires de Labuissière (aussi appelées « carrières de l'imaginaire ») au sud du village de Labuissière. Elles s'étalent sur plus d'un kilomètre de longueur et une quinzaine d'hectares de surface.

### Sections de commune
| # | Nom                 | Superf. (km²) | Habitants (2020) | Habitants par km² | Code INS |
| - | ------------------- | ------------- | ---------------- | ----------------- | -------- |
| 1 | Merbes-le-Château   | 7,49          | 1 238            | 165               | 56049A   |
| 2 | Merbes-Sainte-Marie | 5,47          | 786              | 144               | 56049B   |
| 3 | Labuissière         | 4,42          | 1 137            | 257               | 56049C   |
| 4 | Fontaine-Valmont    | 13,16         | 1 051            | 80                | 56049D   |

### Communes limitrophes
|                      | Estinnes / Lobbes |       |
| Estinnes Erquelinnes | Merbes-le-Château | Thuin |
|                      | Beaumont          |       |

## Démographie

### Démographie: Avant la fusion des communes
- Source: DGS recensements population

### Démographie: Commune fusionnée
En tenant compte des anciennes communes entraînées dans la fusion de communes de 1977, on peut dresser l'évolution suivante :
Les chiffres des années 1831 à 1970 tiennent compte des chiffres des anciennes communes fusionnées.
- Source : DGS, de 1831 à 1981=recensements population ; à partir de 1990 = nombre d'habitants chaque 1 janvier

## Histoire
Une présence humaine est déjà attestée à l'âge du fer avec la découverte de débris de haches d'arme.
Dans l'Antiquité, la peuplade celtique de Nerviens s'installe ensuite sur une large part de la vallée de la Haute-Sambre de part et d'autre de la frontière franco-belge.
À la suite de la conquête romaine du territoire de la Gaule belgique, un certain nombre de villas romaines s'implantent dans la vallée de la Haute-Sambre. Sur le territoire de Merbes-le-Château et Solre-Sur-Sambre, a été mise au jour en 2005 une villa gallo-romaine au Champ de Saint-Éloi (situé à côté de la Sambre) datant du Ier siècle jusqu'à la fin du IIIe siècle après J.C. Les fouilles révèlent les vestiges d’un vaste domaine agricole comprenant une villa composée d'un vaste corps de logis de 25 pièces, d'un ensemble thermal et de deux structures annexes. On y a notamment retrouvé des chaudrons en alliage cuivreux, des cuillères en argent, une fibule, une fiole à parfum, une bourse contenant 122 antoniniens en argent et quatre sesterces en bronze. À Fontaine-Valmont, on a également découvert en 1954, sur le plateau des Castellains les restes d'un vaste ensemble sacré avec thermes romains et temples datant du début de l'ère chrétienne.
Faisant suite à la période romaine, les Francs signalent leur présence avec un cimetière datant du haut Moyen Âge.
Dès 1084, l'on mentionne Anselme de Merbes, seigneur de Merbes. Le sceau communal représente un château fort dont vient la dénomination de Merbes-le-Château. La seigneurie passe à la famille de Barbançon par le mariage d'Elisabeth dame de Merbes avec Gilles, prince de Barbançon. Il y a eu toutefois plusieurs seigneuries sur le territoire dont la plus grande appartenait à ces princes de Barbençon. Un des seigneurs de cette famille, Michel de Ligne, est enterré dans l'église de Merbes. Les autres seigneuries étaient celles de Boustaine, de Rochelaire et celle de Saint-Martin de Tournai qui remonte au XIIe siècle.
Certaines parties de l'église, dédiée à saint Martin, datent de 1561. Une statue du Christ en bois dans l'église a été repêchée au fond de la Sambre après le passage des armées révolutionnaires françaises.
Merbes et ses environs ont été le théâtre, à deux reprises, de combats violents. Lors de la Révolution française, l'armée des Ardennes, sous les ordres de Kléber, bat les Autrichiens. Lors de la Première Guerre mondiale, le 24 août 1914, Labuissière a été le théâtre de combats violents. Les troupes allemandes veulent franchir la Sambre et s'y heurtent à un détachement de chasseurs français qui leur opposent une résistance héroïque. 21 maisons sont incendiées et 6 civils tués.

## Héraldique
|  | Blason de Merbes-le-Château. Il avait originellement été octroyé le 14 octobre 1889. Blasonnement : D'argent au château couvert de gueules, à la porte ouverte munie de sa herse levée de sable, flanqué de châque côté de deux tours rondes, couvertes, également de gueules, et sommées chacune d'un globe d'or, le tout posé sur une terrasse alésée de sinople. - Délibération communale : 1er mars 1977 - Arrêté royal : 16 mai 1978 - Moniteur belge : 4 août 1978 |

## Politique et administration

### Liste des bourgmestres de Merbes-le-Château avant la fusion des communes en 1977
- La maison communale actuelle ancien château Puissant.Léonard Dubois : 1800 - 1802.
- L. Allegrand : 1802.
- P. Lelièvre : 1811.
- Nicolas Dubois : 1827-1860.

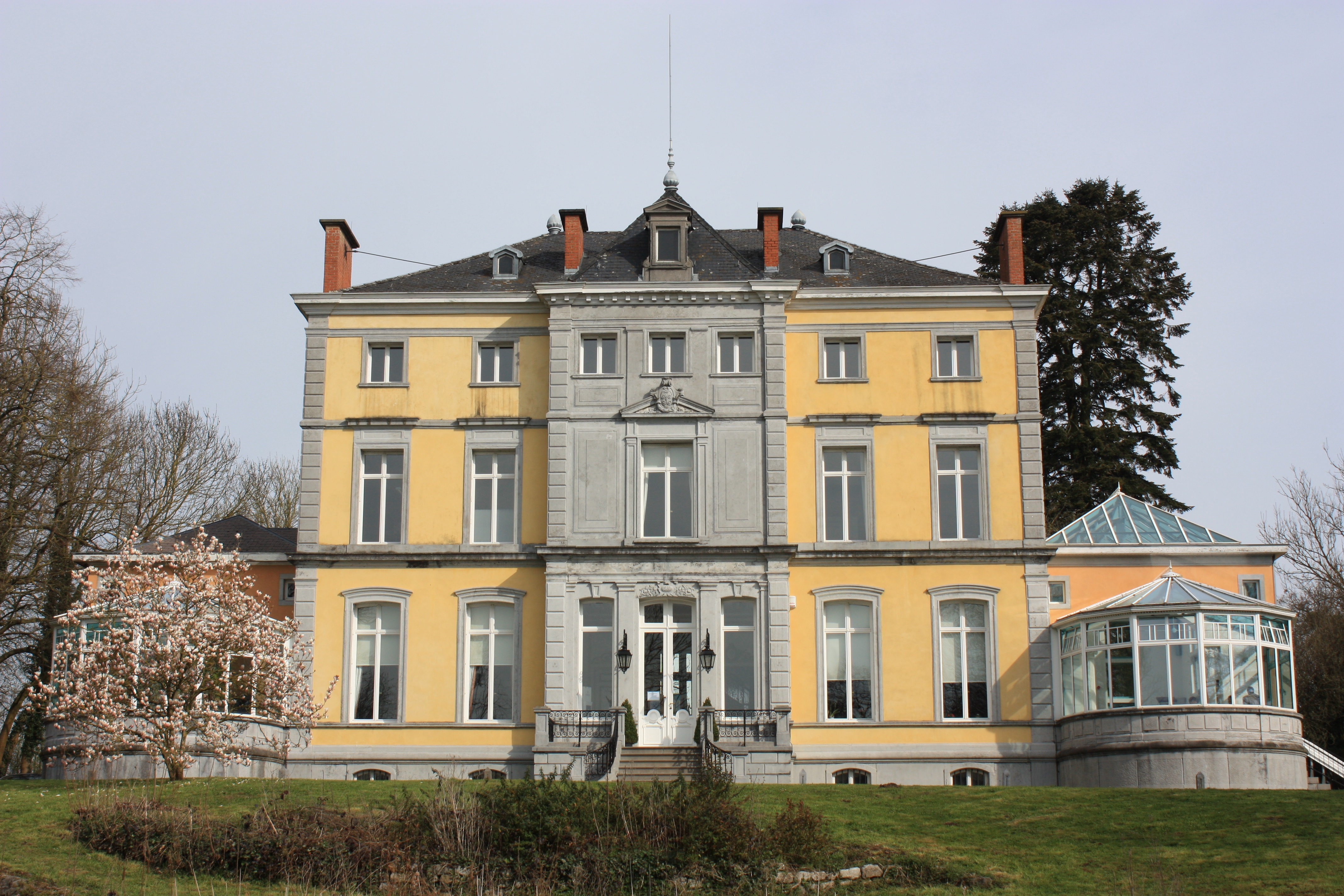
La maison communale actuelle ancien château Puissant.

- Romain Puissant, industriel (Parti libéral) : 1861-1871.
- Alexandre Lengrand : 1871-1878.
- Albert Puissant, industriel et député : 1879-1891.
- Edmond Lengrand (Parti libéral), agronome et conseiller provincial : 1892-1921.
- Georges Degueldre (Parti libéral) : 1921-1925.

### Liste des bourgmestres après la fusion des communes en 1977 - Conseil et collège communal 2024-2030
- J. Romain[7] : 1977-1992.
- Gérard Lemaire (PS) : 1992-2006.
- Philippe Lejeune (PS) : 2006-2024.
- Jean-Philippe Goffin (PS) : 2024- .

Depuis 1992, le Parti socialiste a la majorité des suffrages lors les élections communales. En juin 2024, il a remporté près de 60 % des voix.
Le collège communal est formé comme suit :
- Bourgmestre : Jean-Philippe Goffin (PS) ;

- Échevins : François Lejeune (PS), Joachim Van der Jeugt (PS), Véronique Préaux (PS) ;

- Présidente du Centre public d'action sociale (CPAS) : Valérie Vukcevic (PS).

La répartition des quinze sièges de conseillers communaux est la suivante :
- Parti socialiste : 11 ;
- Mouvement réformateur - CI: 3 ;
- Les Engagés pour Merbes : 1.

## Patrimoine et culture locale

### Patrimoine monumental

#### Dans le village

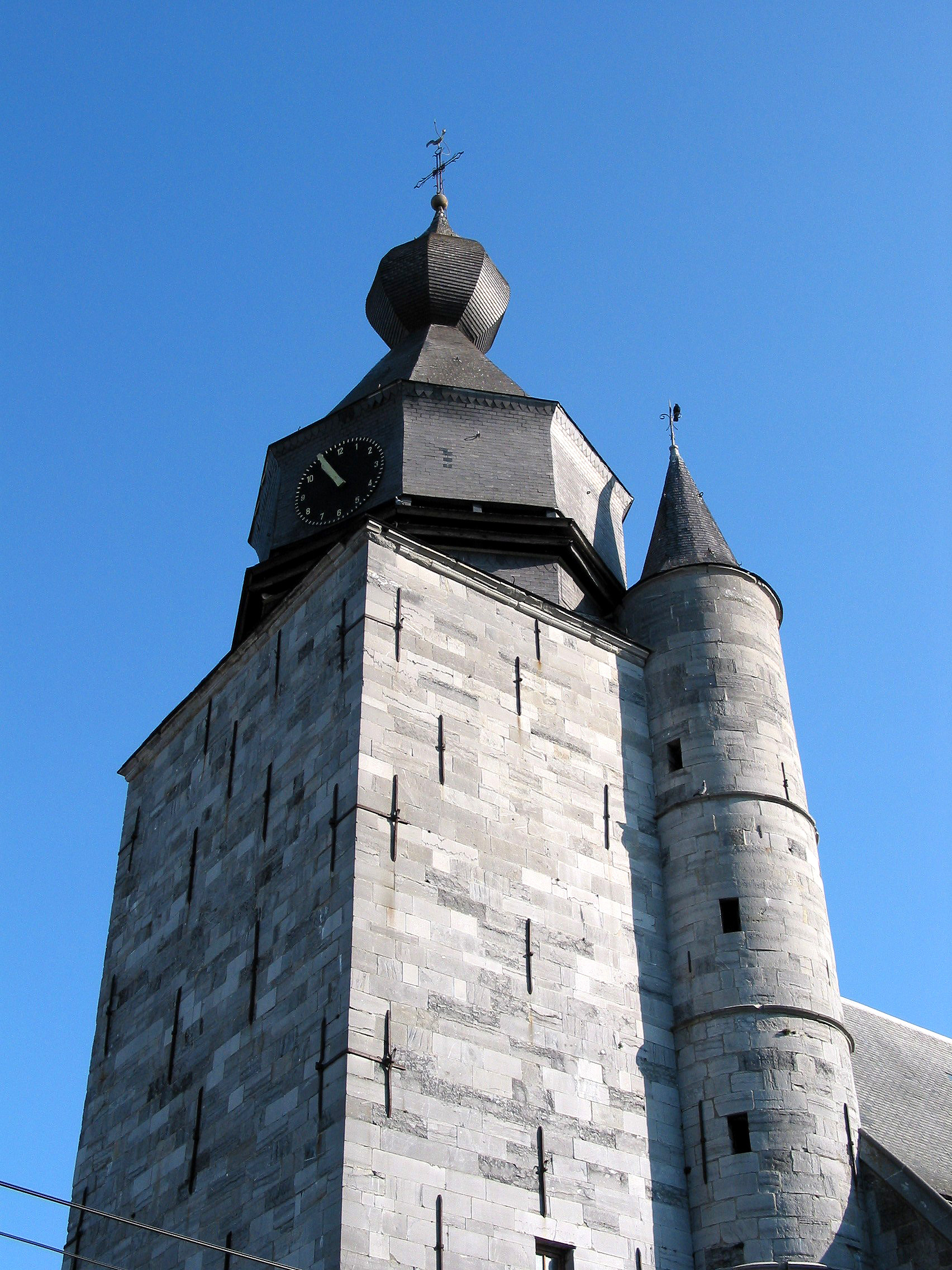
L'église Saint-Martin.

- L'église Saint-Martin.Église Saint-Martin de Merbes-le-Château : édifice classé de style gothique mosan avec son clocher bulbeux. Elle a été construite aux XIIIe et XIVe siècles, la tour étant datée de 1570. Le chœur et les deux chapelles latérales ont été reconstruites en 1628 et en 1787. Le portail a été refait en 1839.

- L'ancien hôtel de ville et justice de paix, construit en 1883 par l'architecte Alexandre Simon de Trazegnies, s'inscrit harmonieusement dans l'alignement de la rue de la Place. Sa façade est entièrement en pierres bleue. De style néoclassique, il possède une composition symétrique autour d'un perron monumentalisé par deux colonnes soutenant un balcon[9].
- Le château Puissant. Construit en 1864. Aujourd'hui maison communale.
- Monument aux morts 14-18 et 40-45.
- Ferme de l'Abbaye de Saint-Martin de Tournai. Remontant à la première moitié du XVIIIe siècle dans son état actuel, vaste[10].

#### Dans l'entité
- Église de la Sainte-Vierge (Merbes-Sainte-Marie), édifice classé.
- Église Saint-Martin (Fontaine-Valmont).
- Château Durot ou « château de la Roquette » (Fontaine-Valmont) : de style napoléonien et datant du XIXe siècle.
- Église Saint-Martin (Labuissière).

## Enseignement

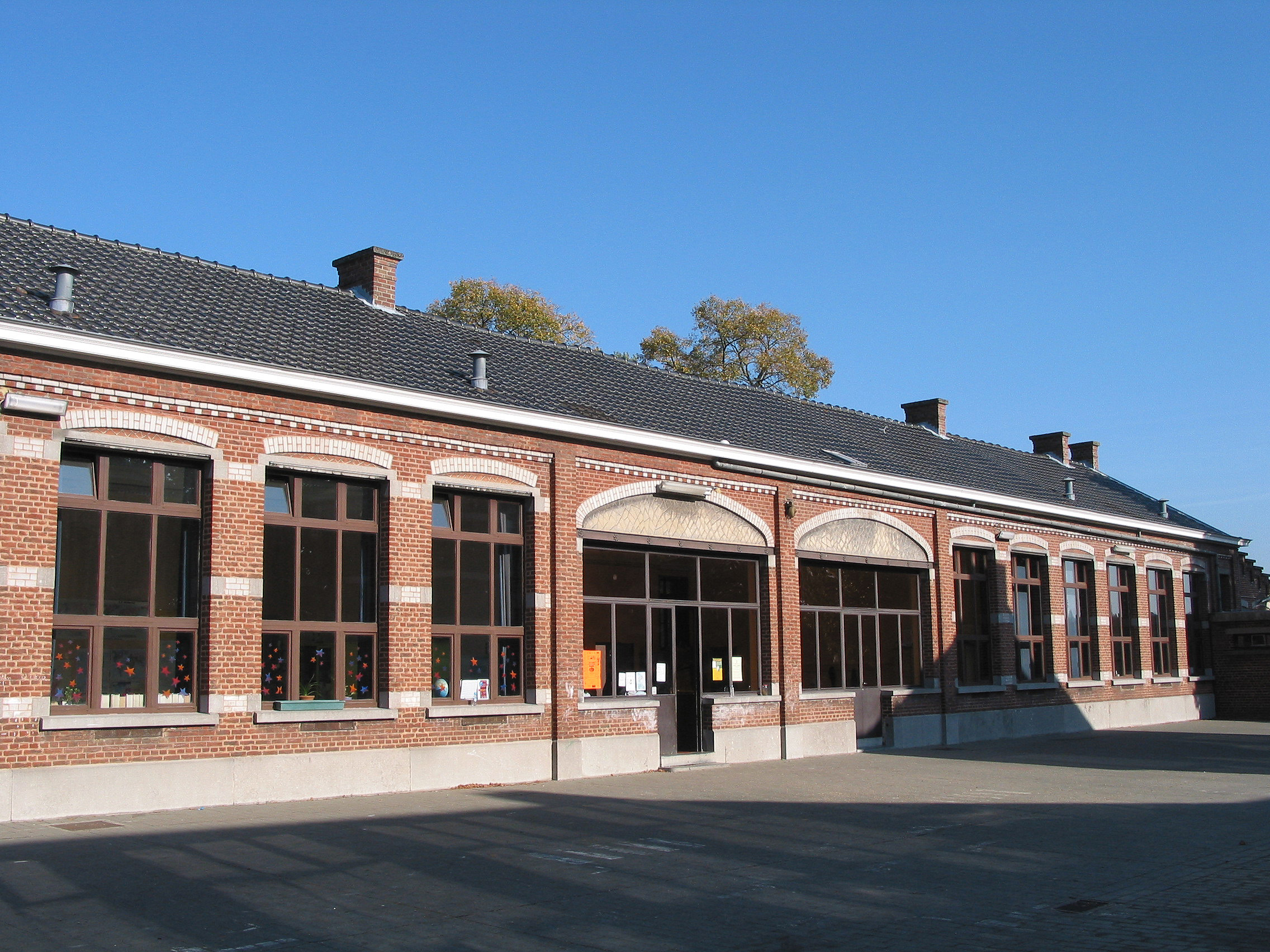
L'école primaire communale.

## Économie

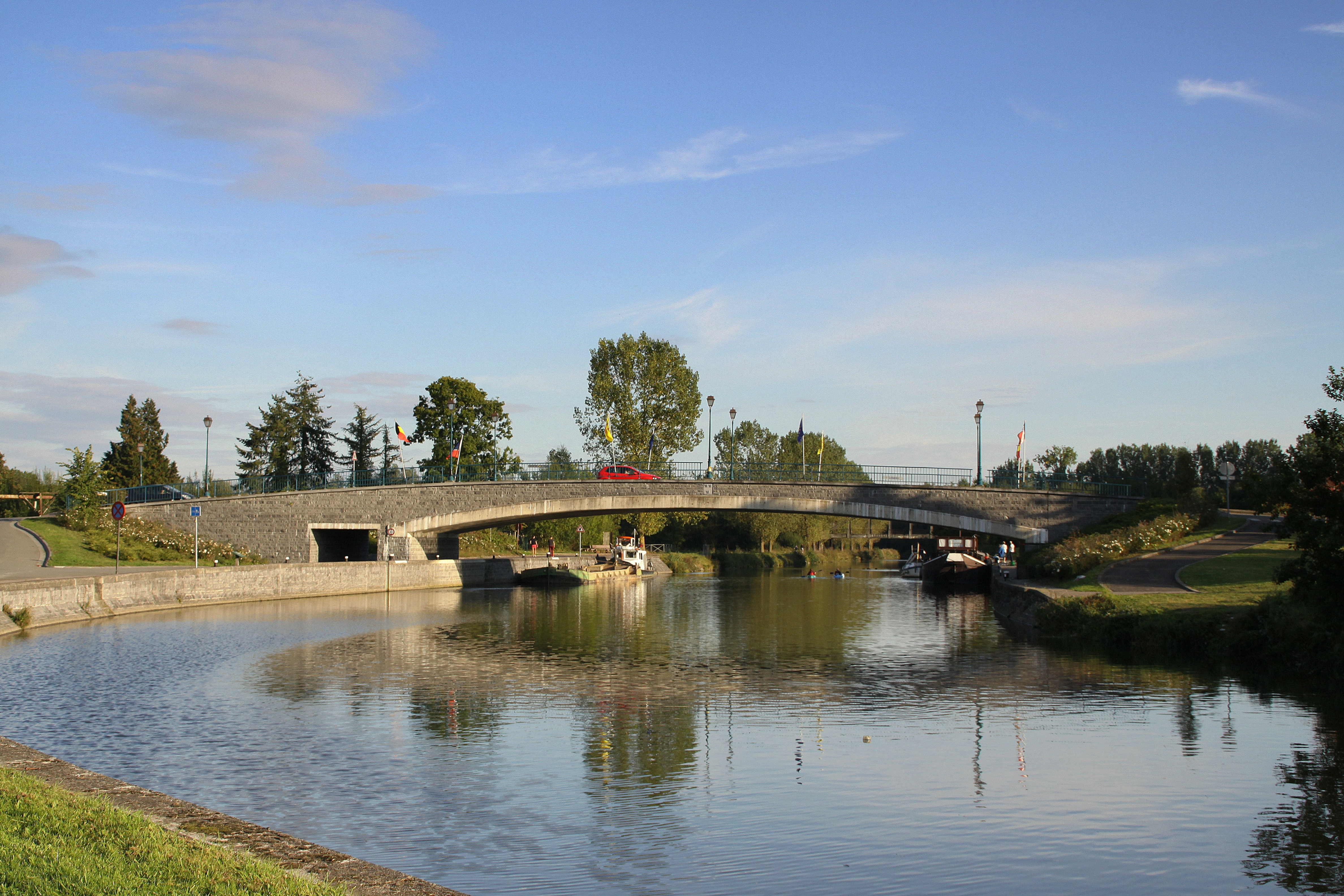
Le pont sur la Sambre.

À la fin du XVIIIe siècle, les anciennes carrières Sainte-Anne et des Carmes sont ouvertes au sud de la Sambre et du village de Labuissière par Albert Puissant qui y crée en 1779 la SA de Merbes-le-Château. On y exploitait la pierre calcaire et le marbre Sainte-Anne, marbre gris moucheté de bonne facture. Plusieurs fours à chaux y étaient actifs. Elles ont été le point de départ de la fortune de la famille Puissant qui possédait plusieurs châteaux à Merbes-le-Château et qui a fait l'acquisition de nombreuses autres carrières de marbre en Wallonie et à l'étranger. La société de Merbes à fusionné peu après 1918 avec celle de Sprimont pour former la SA de Merbes-Sprimont. Le revêtement extérieur de la Basilique Notre-Dame de Bonne-Espérance provient des carrières de Merbes-le-Château.
Des sablières ont également été exploitées à Peissant.
Les gisements de minerai de fer ont été exploités dès l'âge du fer. La présence de ce métal a permis le développement d'une industrie de la poterie en fer. Par la suite, les principales usines de production de poterie appartiennent à la famille Dubois. L'extraction du minerai de fer a perduré jusqu'à la fin du XIXe siècle.
Presque un quart de la population active a trouvé un emploi dans le bassin industriel français tout proche dans la seconde moitié du XXe siècle.
Deux sources de revenus locales sont désormais principalement présentes : l'agriculture et l'élevage. Un parc éolien est en projet au lieu-dit de Boustaine sur le territoire de Merbes-le-Château.

## Galerie

Vues de Merbes-le-Château.
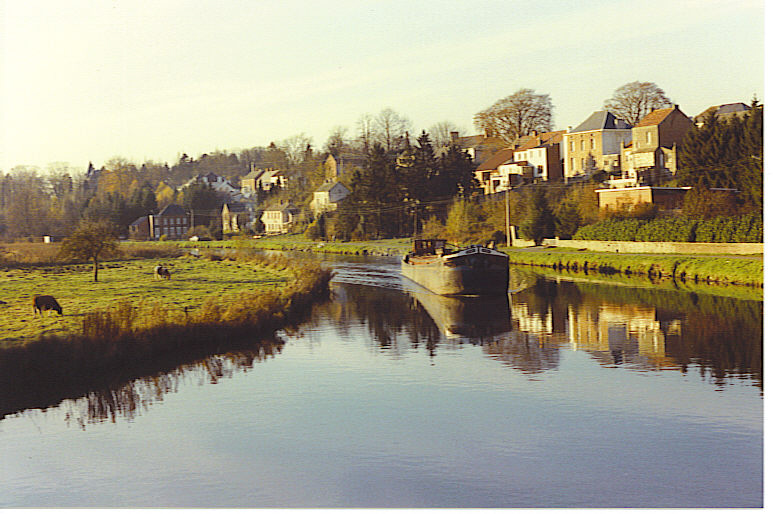
La Sambre à Merbes-le-Château.
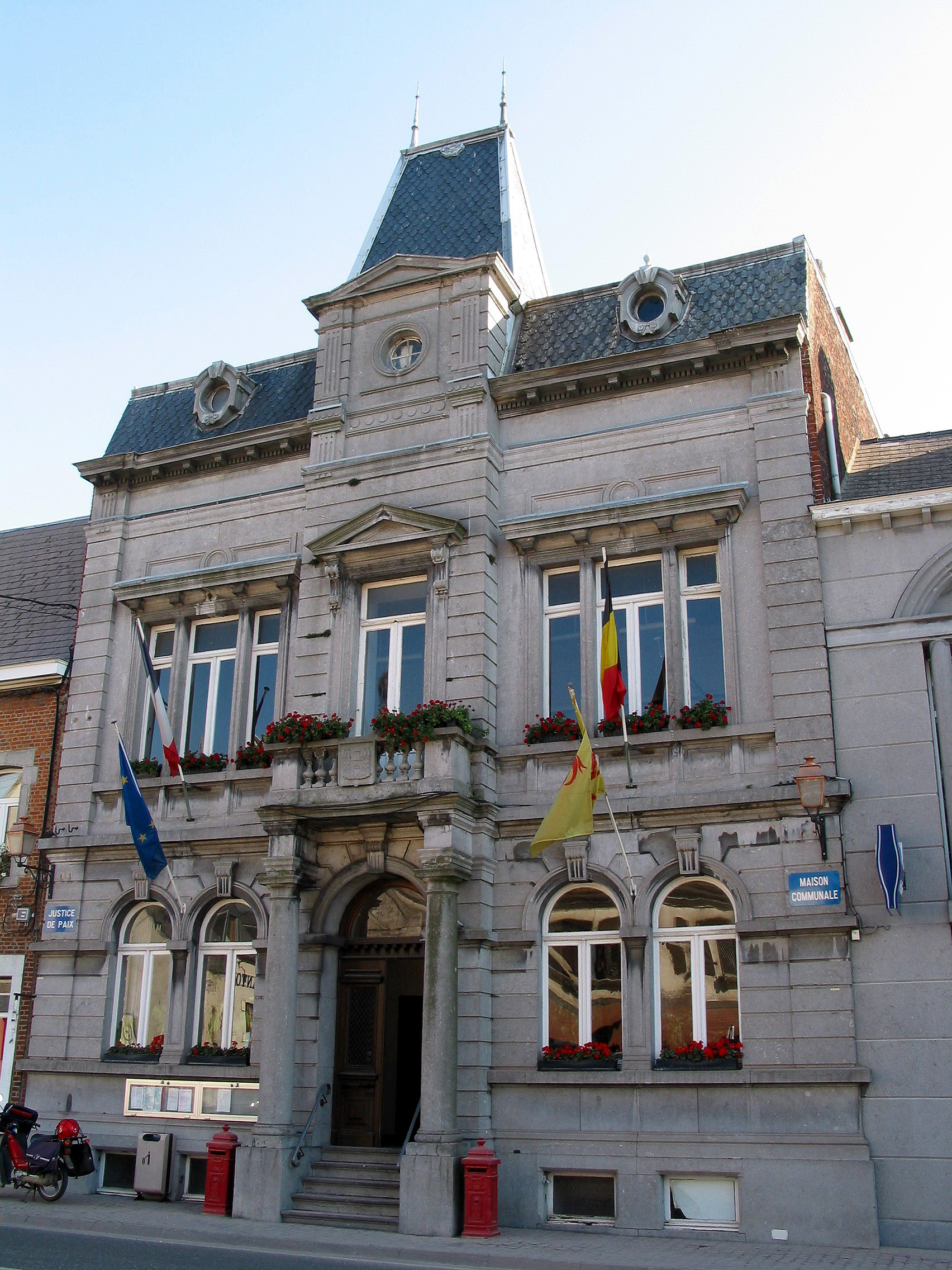
L'ancienne maison communale.
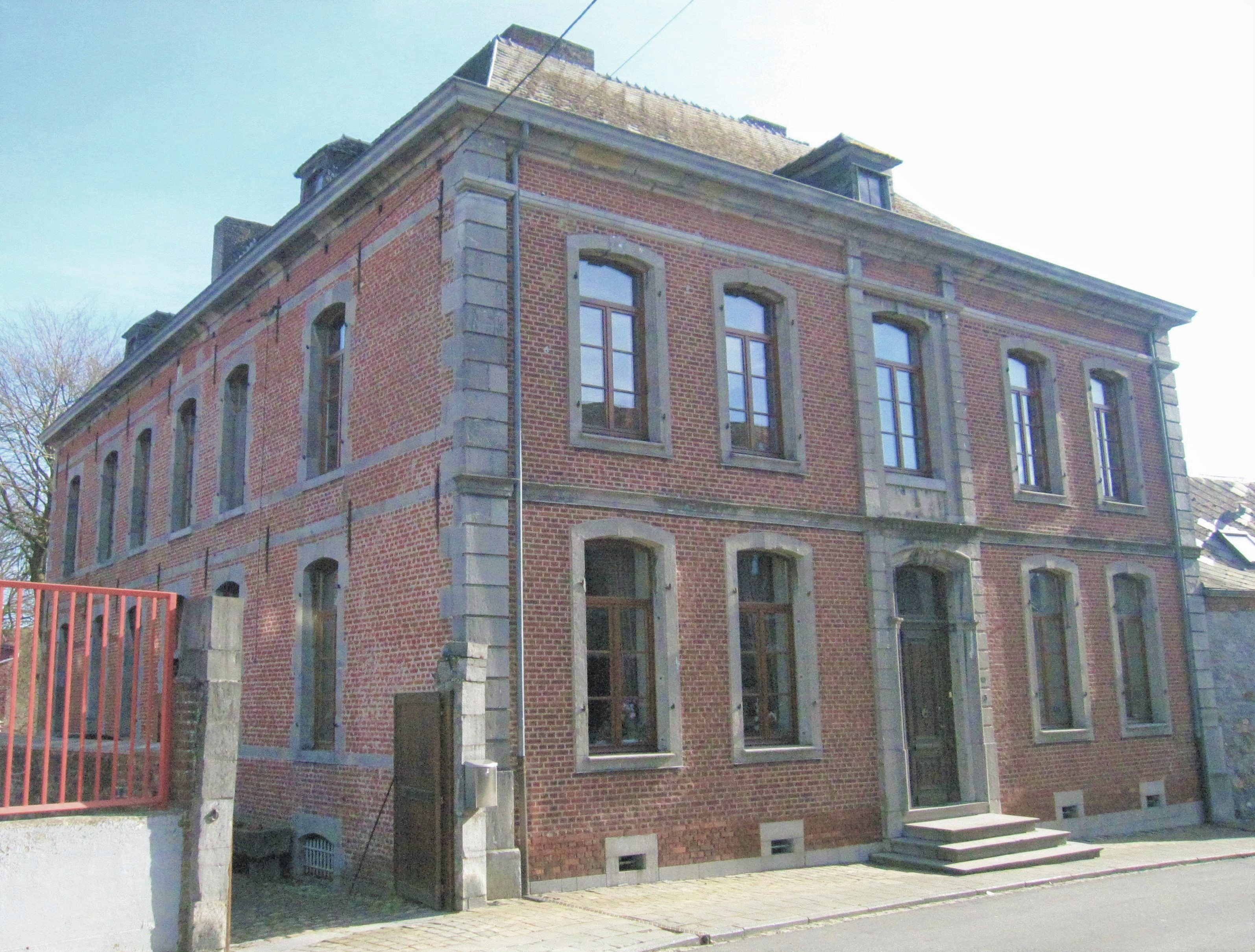
L'ancien hôtel de poste.

## Personnalités
- Albert Puissant (1837-1920) : bourgmestre de Merbes-le-Château de 1879 à 1891, industriel et député ;
- Léo Claretie (1862-1924) : journaliste, critique littéraire et romancier né à Merbes-le-Château ;
- Jean Bodart (1895-1964) : homme politique et député social-chrétien né à Merbes-le-Château ;
- Jacques Willequet (1914-1990) : historien, écrivain et professeur à l'Université Libre de Bruxelles (ULB) né à Merbes-le-Château.